# António Teixeira de Sousa
António Teixeira de Sousa (Celeirós, 5 de mayo de 1857-5 de junio de 1917) fue un político portugués del Partido Regenerador, último presidente del Consejo de Ministros del reinado de Manuel II antes de la proclamación de la Primera República.

## Biografía
Nació en Celeirós el 5 de mayo de 1857.
Ocupó la presidencia de Consejo de Ministros desde el 26 de junio de 1910 hasta el 5 de octubre de 1910, fecha de la revolución republicana. Teixeira de Sousa, que tenía cierta complicidad con los republicanos, llevó a cabo durante su mandato medidas como la disolución de la congregación marianista en Aldeia da Ponte el 12 de septiembre para evitar la caída de la monarquía. Se ha señalado que la posibilidad de que el gobierno Teixeira de Sousa llevara a cabo suficientes reformas que debilitarán el nivel de agitación popular, fue uno de los factores que llevó a los republicanos a tomar la decisión de efectuar sin dilación el derrocamiento monárquico.
Falleció en 1917.